# El ombligo de la luna
El ombligo de la luna era un programa de Radio 1 de radio nacional de España (RNE). Empezó a emitirse en el 2004 y constaba de dos ediciones diferentes, una diaria entre semana y otra de fin de semana. Dejó de emitirse el 15 de septiembre de 2006.

## Edición diaria
La edición diaria de El ombligo de la luna se emitía de domingo a jueves, de 00.00 a 02.00. Las labores de dirección y presentación recaía en Ana Solanes y la coordinación corría a cargo de Roberto Méndez.
El programa persigue la participación directa de los oyentes. Sigue la máxima donde hay un móvil hay una unidad móvil, con la que quiere convertir a todos los oyentes que lo deseen en corresponsales.
En esta suerte de magacín —que incluye desde entrevistas íntimas hasta debates de interés para el ciudadano—, participan, además de la presentadora, acreditados profesionales de la radiodifusión española.

### Domingo
Paco Clavel y Marta Pastor

### Lunes
Benjamín Prado y Empar Moliner

### Martes
Los colaboradores son Ramón Arangüena y Xosé Castro Roig, que aportan sus comentarios e ideas sobre temas de actualidad. Todos los martes, Xosé introduce la sección Vocabulario práctico para oyentes licnobios en la que presenta una palabra poco conocida, pero con un significado curioso, que los integrantes del programa (Ana Solanes, Ramón Arangüena y él) prometen usar a lo largo del mismo.

### Miércoles
Con Juanjo de la Iglesia y Tonino, Pilar Cristóbal y Pep Miragall.

### Jueves
Luis García Montero y Javier Coronas.

## Edición fin de semana
Olga Marset presenta la edición de fin de semana, que consta de varias secciones fijas, entrevistas y participación de los oyentes; todo combinado con música y en tono distendido. Mantiene el horario de emisión.

### Viernes
Los sábados comienza con una entrevista a un personaje que busca que el oyente vea su lado humano y aquellas cuestiones del mismo que no son muy conocidas. Seguidamente Celia Montalbán hace una crónica desde la calle en la que se trata un tema de fondo «nocturno» (trabajo, diversión, accidentes, enfermedad...) para dar paso a continuación al humor con la sección Las lunas al sol que se emite en forma de serial radiofónico y consiste en una autoparodia del propio programa. Manu Berástegui hace un comentario al estilo de columna periodística en la sección de «El hombre pa tó» y se pasa a un debate bajo el título genérico de El ateneo de la Luna. Para rematar, Javier Gallego en la sección qué fuerte comenta aquellas pequeñas noticias que han pasado inadvertidas. Los oyentes pueden intervenir durante todo el programa.

### Sábado
Los domingos el invitado a la entrevista personal es un músico que también actúa y participa en todo el desarrollo del programa. El sexo tiene su espacio, se lee un relato erótico, se charla, y se discute sobre temas relacionados con él, la especialista en este asunto es la sexóloga Fuensanta Pastor. Se hace un Análisis de la televisión dirigido por Celia Montalbán donde se comentan los programas televisivos y rescatan documentos sonoros de archivo.
La música, presente desde el principio del programa, pasa a primer plano con la sección Historia musical de Javier Gallego en la que se hace un repaso a la historia de algún grupo o solista con sus obras dando paso a la tercera edad como protagonista con la sección Lo que a Lola le mola que realiza Dolores García García. Los oyentes tiene su protagonismo pidiendo su opinioón sobre un tema en concreto y buscando la experiencia personal bajo clave de humor. Javier Gallego hace un analís de la actualidad en plan irónico y el programa acaba emitiendo las maquetas que diferentes grupos musicales noveles envían, antes de la emisión de las mismas se hace una presentación con el propio grupo.

## Historia
Desde la primera temporada, ha habido cambios en ambas ediciones.
La edición semanal, duraba 3 horas y en ella colaboraba Andrés Aberasturi e Ignacio Helguero
En la edición fin de semana, el equipo era:
- Celia Montalbán
- Javier Gallego
- Manu Berástegui
- Dolores García García
- Fuensanta Pastor

Al haber un equipo diferente, también cambió el programa:
- Desapareció la sección «Buen rollito y mal rollito», en la que Manu Berástegui contaba historias de miedo o anécdotas de la vida cotidiana.

A pesar del cambio, la sección «Nuevos creadores» se ha mantenido en la segunda temporada.
Los teléfonos del programa eran:
- 913462003
- 913462004

Tanto El ombligo de la luna, como El ombligo de la luna fin de semana, han sido retirados de la programación de Radio Nacional de España para la temporada 2006-2007